# Tlaxcalai kormánypalota
A 16. században épült tlaxcalai kormányzati palota a mexikói Tlaxcala de Xicohténcatl egyik építészeti értéke. Különlegességét a benne található 20. századi falfestmények adják. Ma Tlaxcala állam kormányzata működik benne.

## Története
Az épület 1545-ben készült el, a későbbi földrengések, tűzvészek és áradások miatt azonban többször fel kellett újítani, ezek során a felújítások során pedig át is építették. A hosszú épület három részből áll, a jobb oldaliban szálltak meg Új-Spanyolország alkriályai, amikor a városba látogattak, a középső volt az önkormányzat épülete, a bal oldali pedig terményraktár volt, itt tárolták a kukoricában és babban befizetett adót.
1957-ben kezdte el Desiderio Hernández Xochitiotzin helyi festőművész kifesteni a palota belső falait az állam történetét ábrázoló jelenetekkel. 1960-ban a homlokzati órát levették, helyette pedig egy kis fülkébe elhelyezték annak a doloresi harangnak a másolatát, amelyet 150 évvel azelőtt Miguel Hidalgo y Costilla a mexikói függetlenségi háború kitörését jelentő doloresi kiáltás alkalmával megkongatott.

## Az épület
A kőből és téglából készült, téglaszínű épület erkélyét barokk stílusú, fehér vakolatdíszek teszik változatossá, a kaput kőből faragott, platereszk stílusú növényi motívumok díszítik. Az emeleten található az úgynevezett vörös szoba nevű szalon, ahol ünnepélyes eseményeket szoktak lebonyolítani, ugyanitt a korábbi kormányzók arcképcsarnoka látható.
Az 1957 és 1995 között készült belső falfestmények összesen 450 négyzetmétert fednek le, és Tlaxcala történelmét ábrázolják egészen az ember letelepedésétől kezdve, a négy uradalom megalapításán, Ketzalkóatl jóslatán és a spanyolokkal kötött katonai szövetségen keresztül egészen a függetlenségi háborúig. Alapozásuk összeőrölt márványból és mészből készült, a festékanyagok ásványi eredetűek.

## Képek

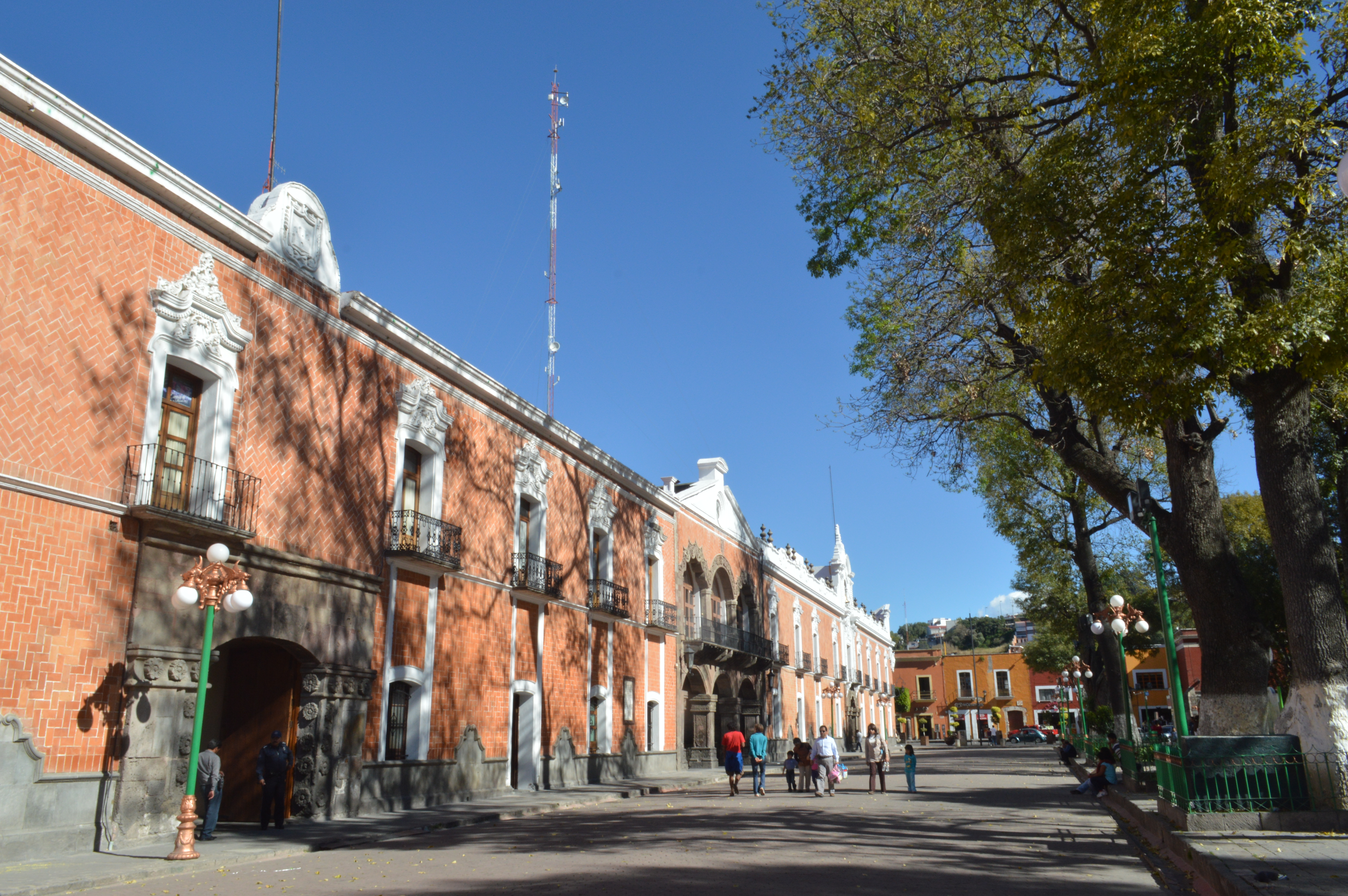
Az épület és környéke
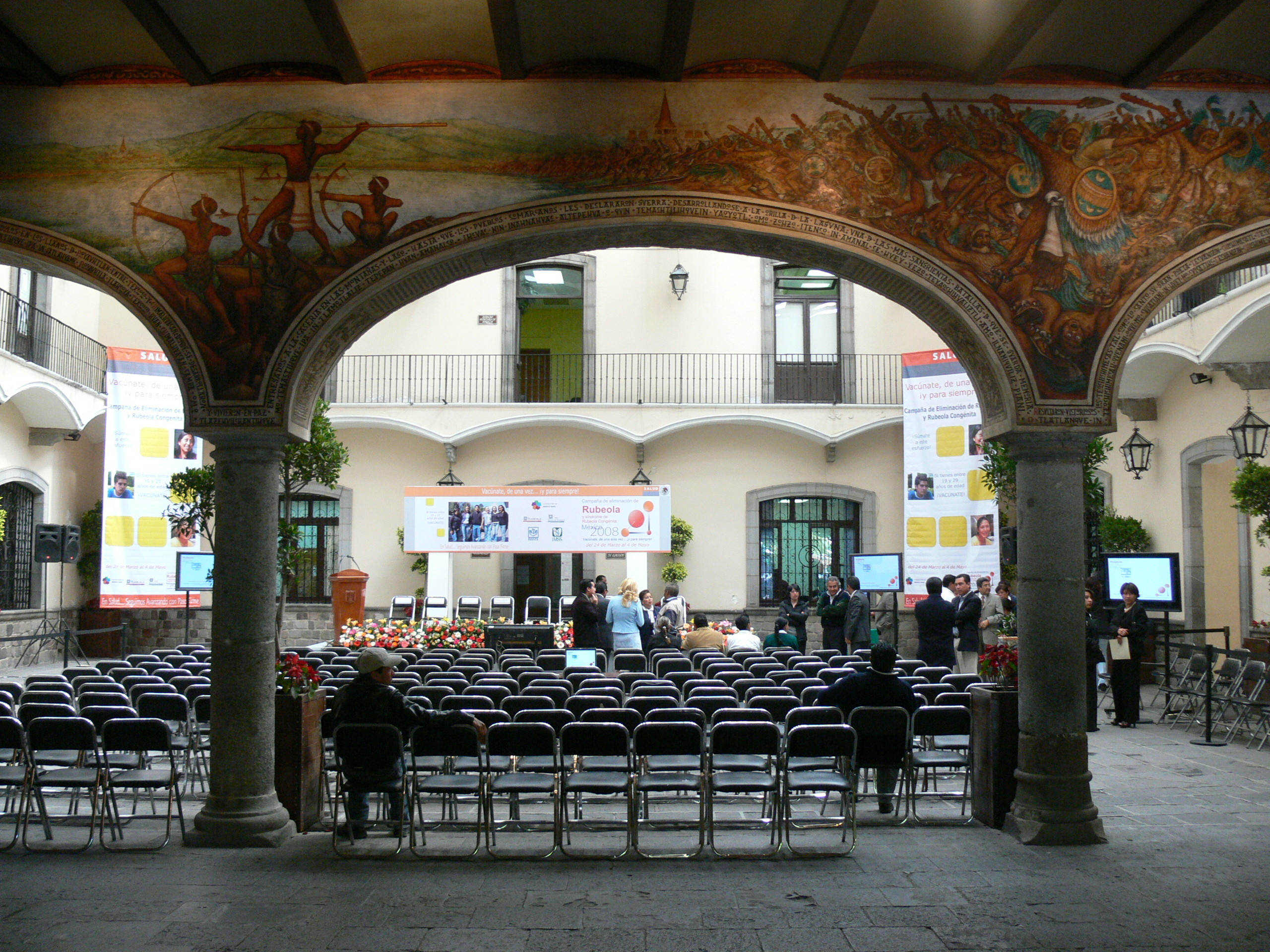
A belső udvar
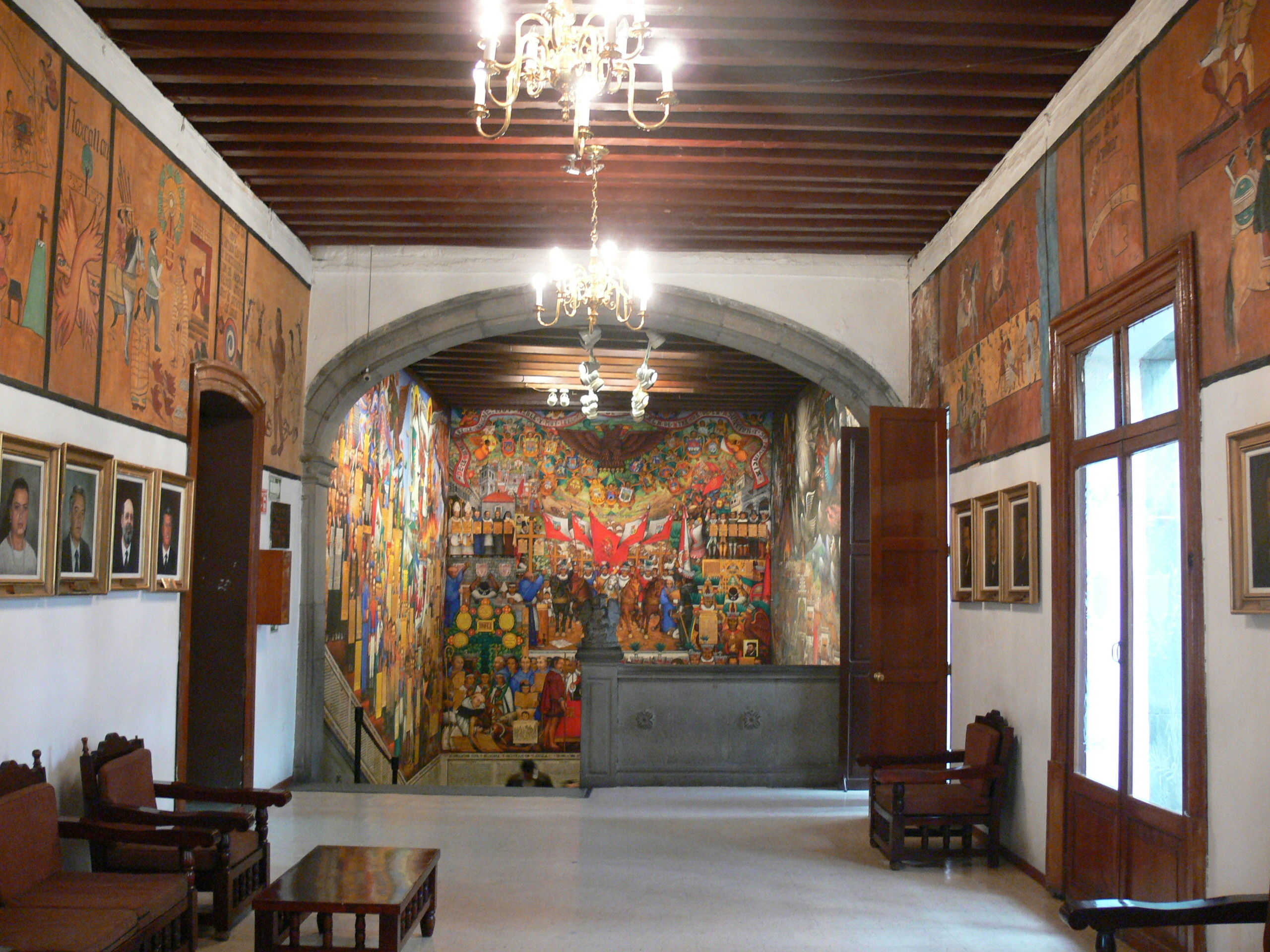
A felső szint belülről
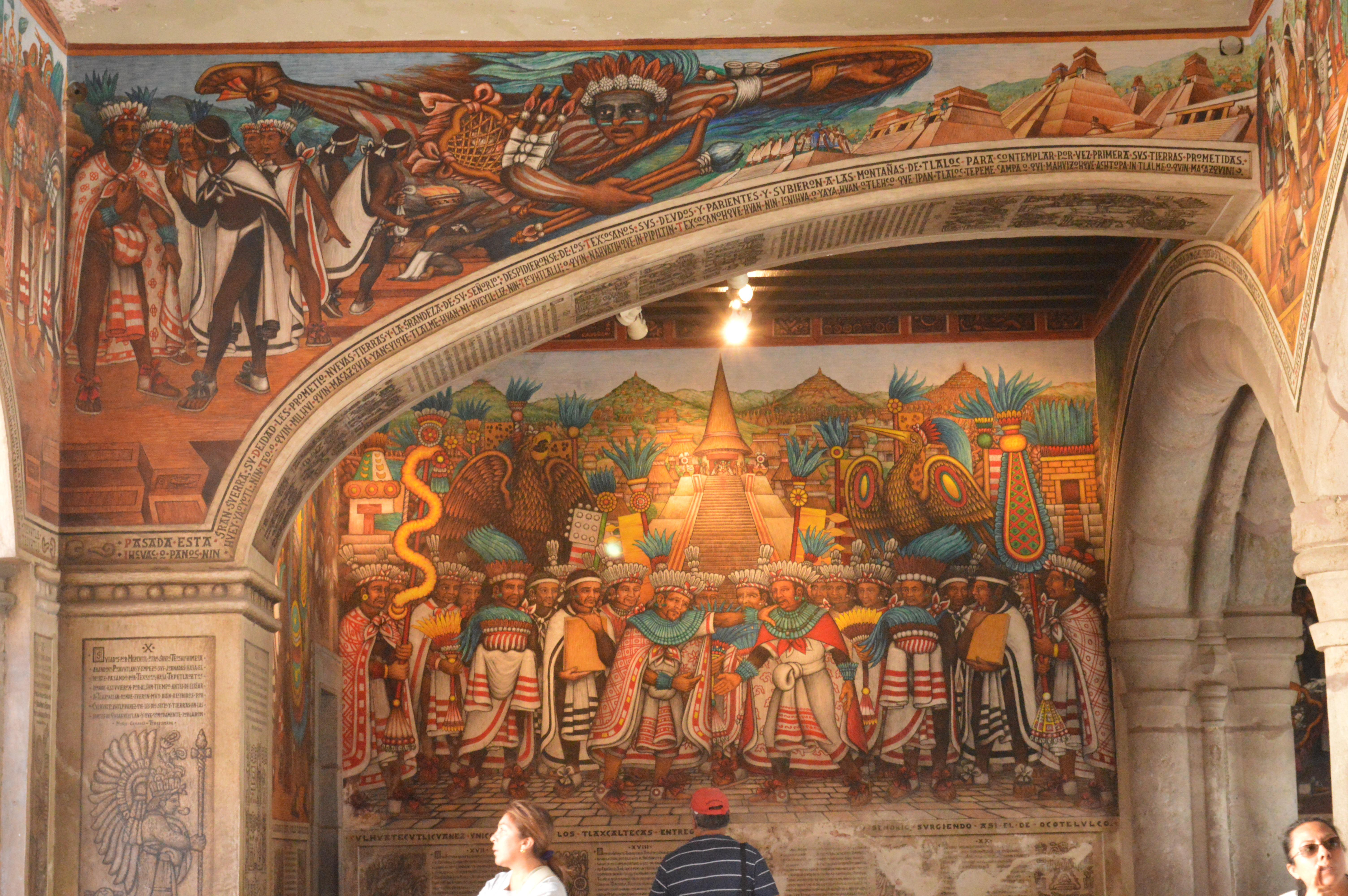
Falfestmények
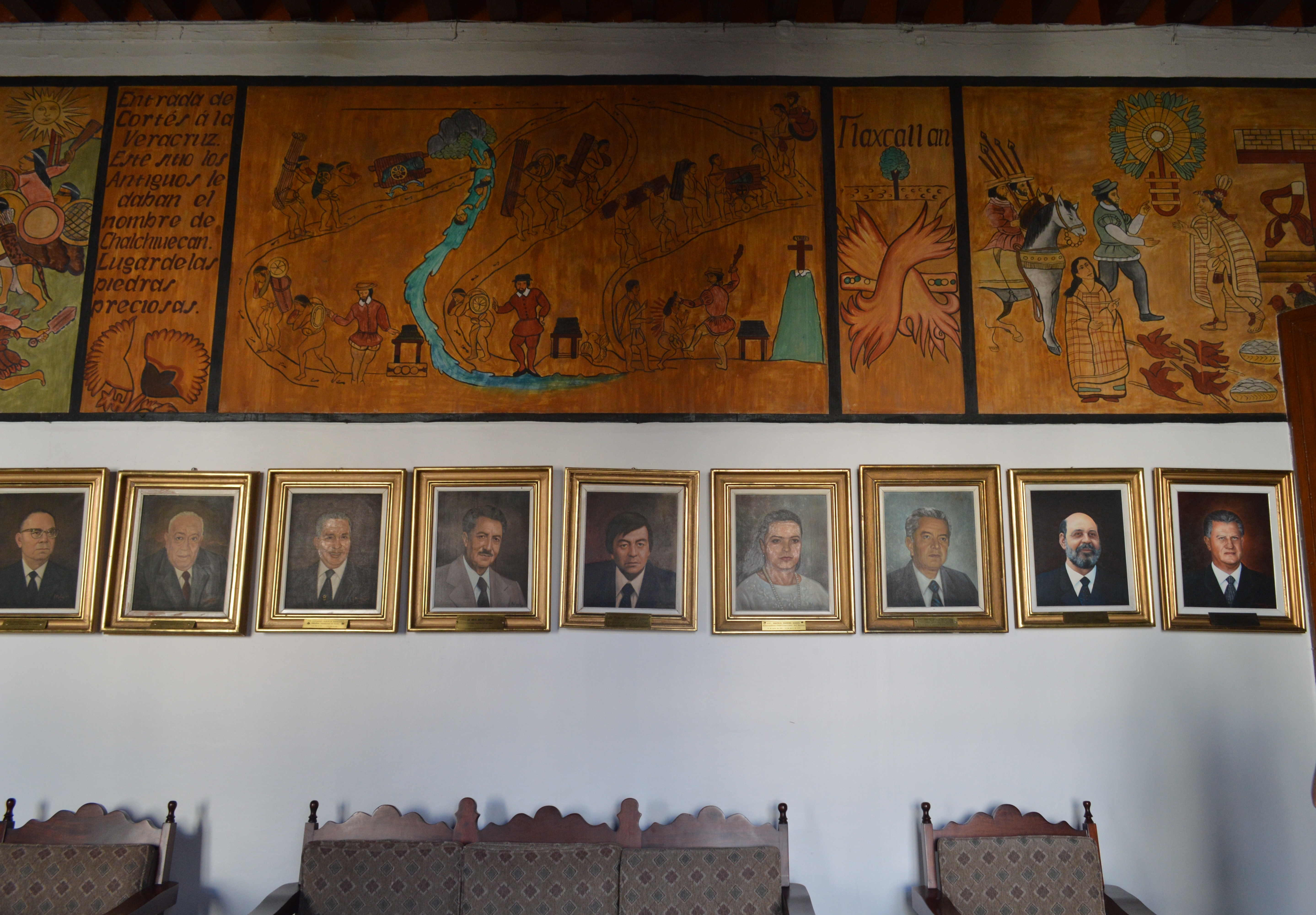
Falfestmények és képek